# Crvena zvezda Belgrad (piłka siatkowa kobiet)
ŽOK Crvena zvezda Belgrad – serbski, żeński klub siatkarski z Belgradu założony w 1946 roku.

## Sukcesy
- Mistrzostwo Jugosławii:
  -  1. miejsce (18x): 1959, 1962, 1963, 1964, 1965, 1966, 1967, 1969, 1970, 1971, 1972, 1975, 1976, 1977, 1978, 1979, 1982, 1983
- Puchar Jugosławii:
  -  1. miejsce (9x): 1961, 1962, 1972, 1974, 1977, 1979, 1982, 1983, 1991
- Puchar Serbii i Czarnogóry:
  -  1. miejsce (2x): 1992, 2002
- Mistrzostwa Serbii i Czarnogóry:
  -  1. miejsce (6x): 1992, 1993, 2002, 2003, 2004
- Puchar CEV:
  -  2. miejsce (1x): 2010
  -  3. miejsce (2x): 2008
- Mistrzostwa Serbii:
  -  1. miejsce (5x): 2010, 2011, 2012, 2013, 2022[1]
  -  2. miejsce (1x): 2008
- Puchar Serbii:
  -  1. miejsce (6x): 2010, 2011, 2012, 2013, 2014, 2022[2]
- Superpuchar Serbii:
  -  1. miejsce (1x): 2022[3]